# Чарлс Бенет
Чарлс Бенет (енгл. Charles Bennett; Шапвик, 20. децембар 1870 — Борнмут, 9. март 1949) је био британски атлетичар, двоструки победник Олимпијских игара 1900. у Паризу.
Био је члан клуба Finchley Harriers (основаног 1877), који је 1966 спојио са Атлетским клубом Hillingdon.
Бенет је био возач и један од главних британских тркача на дуже стазе. Пре Олимпијских игара 1900. Бенет је победио у неколико такмичења, укључујући трке на 6,4 km (4,0 mi) у 1897. и 1899, на 10 миља у 1899. и једну миљу 1900. Последњом победом на једну миљу квалификовао се за трку на 1.500 метара на Олимпијским играма у Паризу. Та дисциплина је била кратка за његове могућности, па је лако победио, водећи целим током трке. Резултат који је постигао 4:06,0 било је најбоље време на свету.
У Паризу 1900. учествовао је и у трци на , 5.000 м екипно где је трчао у мешовитом тиму са још три Британца и једним аустралијанцем и освојио другу олимпијску титулу. Бенетов резултат 15:20,0 је незванично био најбољи резултат на свету.
Трећа дисциплина у којој је наступио била је трка на 4.000 м са препрекама, у којој у последњем кругу није могао надокнадити заостатак коју је остварио његов колега из репрезентације Џон Ример и завршио је као други.
Бенет је умро у Борнмуту, Дорсет у 79 години.

## Лични рекорди
1.500 метара – 4:06,2 (1900);
1 миља – 4:24,2 (1899);
2 миље – 9:35,0 (1898);
5.000 метара – 15:20,0 (1900);
4 миље – 19:48,0 (1899).